# Phasia woodi
Phasia woodi är en tvåvingeart som beskrevs av Sun 2003. Phasia woodi ingår i släktet Phasia och familjen parasitflugor. Inga underarter finns listade i Catalogue of Life.